# 蘇珊·霍爾特
蘇珊·霍爾特 MLA（1977年4月22日—），加拿大新不伦瑞克省政治人物，現任新不伦瑞克省省长。她自2022年起担任新不伦瑞克自由党黨魁、自2024年起担任弗雷德里克頓南-銀林選區的省议员，并于2023年至2024年任新不伦瑞克省反对党领袖。她是新不伦瑞克省第一位女省长。

## 早年生活和事业
霍尔特在新不伦瑞克省的首府弗雷德里克顿长大。她就读于安大略省京士頓的皇后大学，获得化学和经济学学位。
从政之前，霍尔特曾在弗雷德里克顿担任人力资源经理，还曾担任软件测试公司Plato Testing和PQA的首席增长官，还曾担任新不伦瑞克省商业委员会主席。2015年，霍尔特被自由黨籍新不伦瑞克省省长布莱恩·加兰特任命为新不伦瑞克省就业委员会秘书处业务关系主管，同时还担任省长加兰特的高级经济发展顾问。在2018年省选中，霍尔特代表自由党参选弗雷德里克顿南选区，输给了新不伦瑞克绿党黨魁大衛·库恩。

## 新不伦瑞克省省长
由于霍尔特在當选自由党黨魁时并不是新不伦瑞克省议会的现任议员，自由党议员Denis Landry于2022年8月辞去其议席，以便霍尔特可以参加补选。2023年4月24日，霍尔特赢得巴瑟斯特东-内皮西吉特-圣伊西多尔选区的补选，成為省议会议员。2023年5月9日，她成为新不伦瑞克省反对党领袖。
在2024年省選中霍尔特帶領自由党贏得了省議會中31個議席，擊敗进步保守党籍新不伦瑞克省省长布雷恩·希格斯，組建了多數政府。

## 个人生活
霍尔特与家人居住在弗雷德里克顿。她与乔恩·霍尔特结婚，育有三个孩子。